# Wilhelm Brandt (Theologe)
Wilhelm Heinrich Gustav Brandt (*  27. August 1894 in Iserlohn; † 18. Oktober 1973 in Bielefeld) war ein deutscher evangelischer Theologe.

## Leben
Brandt studierte ab 1913 Evangelische Theologie, Philosophie und Klassische Philologie in Göttingen und Münster, unterbrochen durch den Dienst als Freiwilliger im Ersten Weltkrieg. 1921 wurde er ordiniert und in Münster zum Lic. Theol. promoviert. Anschließend übernahm er das Amt des Vorstehers im Diakonissenmutterhaus Münster. 1923 habilitierte er sich in Münster für Innere Mission und Neues Testament. 1927 wurde er als Dozent an die Theologische Schule Bethel berufen und übernahm von 1933 bis 1936 auch die Leitung der Schule. 
Brandt begrüßte zunächst die Regierungsübernahme der NSDAP und war in die SA eingetreten, wandte sich im September 1933 aber zusammen mit den Neutestamentlern Rudolf Bultmann, Adolf Deißmann u. a. in der Erklärung „Neues Testament und Rassenfrage“ gegen die Übernahme des Arierparagraphen in das kirchliche Dienstrecht und hielt sich seitdem zur Bekennenden Kirche. 1936 wurde er (unter Beibehaltung der Dozentenstelle) Pfarrer der Zionsgemeinde und Leiter des Kandidatenkonvikts in Bethel und wechselte 1942 als Geschäftsführender Pfarrer zur Evangelischen Frauenhilfe. 1945 konnte er die Dozentenstelle in Bethel wieder aufnehmen, die er auch nebenamtlich beibehielt, als er 1950 die Leitung der Westfälischen Diakonissenanstalt Sarepta in Bethel übernahm. Von 1949 bis zu seinem Ruhestand 1963 war er ferner Erster Vorsitzender der Evangelischen Frauenhilfe.
Brandt wurde 1933 von der Evangelisch-Theologischen Fakultät der Universität Münster mit der Ehrendoktorwürde ausgezeichnet. 1965 erhielt er das Große Bundesverdienstkreuz.

## Schriften (Auswahl)
- Simon Petrus, der Jünger und Apostel des Herrn. Ein Bibelstudium. Furche, Berlin 1925 (5. Aufl. 1939).
- Dienst und Dienen im Neuen Testament. Bertelsmann, Gütersloh 1931 (Nachdruck Münster 1983).
- Neutestamentliche Bibelkunde. Furche, Berlin 1932 (8. Aufl. 1966).
- Friedrich von Bodelschwingh. Agentur des Rauhen Hauses, Hamburg 1933 (4. Aufl. 1955).
- Das Gesetz Israels und die Gesetze der Heiden, München: Chr. Kaiser 1934 (2. Aufl. 1936).
- Das Ewige Wort. Eine Einführung in das Evangelium nach Johannes. Furche, Berlin 1936 (3. Aufl. 1940).
- Friedrich von Bodelschwingh 1877–1946. Nachfolger und Gestalter. Bethel 1967.